# Кастеллитто, Серджо
Се́рджо Кастелли́тто (итал. Sergio Castellitto; род. 18 августа, 1953, Рим, Италия) — итальянский актёр театра и кино, кинорежиссёр, сценарист и продюсер.

## Биография
Серджо Кастеллитто родился 18 августа 1953 года в Риме. 
В 1978 году окончил Национальную академию драматического искусства Сильвио Д'Амико. Начал свою театральную карьеру в итальянском публичном театре с пьесой Шекспира «Мера за меру» в Театро ди Рома, также играет роль в других пьесах, таких, как «Мать» Брехта, «Венецианский купец» и «Подсвечник» Джордано Бруно. В Театро ди Дженовии он предстаёт в ролях барона Тузенбаха («Три сестры», А. П. Чехов) и Жана под руководством Отамара Крейчи. В последующие годы он играл в таких театральных постановках, как L'Infelicita Senza Desideri и Piccoli Equivoci на фестивале Dei Due Mondi (Фестиваль Двух Миров) в Сполето. Во время своей работы в театре он работал со многими известными актёрами. 
В 1983 году Кастеллитто начал свою кинокарьеру, вместе с Марчелло Мастроянни и Мишелем Пикколи снявшись в фильме Лучано Товоли «Генерал погибшей армии».  
Наиболее известным он стал благодаря таким фильмам, как «Большой арбуз» Франчески Аркибуджи и «Фабрика звёзд» Джузеппе Торнаторе. 
В конце 1980-х Кастеллитто появился в нескольких итальянских мини-сериалах, а именно «Сицилиец в Сицилии» (1987), «Пьяцца Навона» (1988), «Кино» (1988) и «Как хорошо вместе» (1989), а также «Победа или боль женщины» (2000). 
Успех к Кастеллитто пришёл благодаря фильмам «Семья», «Последний поцелуй», «Екатерина в большом городе», «Улыбка моей мамы», «Неотразимая Марта» и особенно фильму «Не уходи», снятый по мотивам одноимённой книги, написанной его любимой женой, Маргарет Мадзантини. 
В Франции Кастеллитто играет главную мужскую роль с Жаном Балибаром в фильме Жака Риветта «Попробуй узнай» (2001). Его недавним достижением как актёра была роль отца Пио в одноимённом фильме. 
Первый фильм, который он снял в качестве режиссёра, был «Бесплатное масло», а второй — «Не уходи». Также он сыграл роль героя-антагониста, короля Мираза, в «Хрониках Нарнии: Принц Каспиан». 
Фильм «Рождённый дважды», снятый Кастеллитто, показывали на кинофестивале в Торонто (2012). Аглоязычная пресса не оценила его, и он не получил хороших отзывов. 

## Фильмография

### Актёрские работы
- 1995 — Фабрика звёзд / L'uomo delle stelle — Джо Морелли
- 2004 — Не уходи / Non ti Muovere — Тимотео
- 2008 — Хроники Нарнии: Принц Каспиан / The Chronicles of Narnia: Prince Caspian — Мираз
- 2024 — Конклав / Conclave — кардинал Гоффредо Тедеско

### Режиссёрские работы
- 1999 — Бесплатное масло / Libero Burro
- 2004 — Не уходи / Non ti Muovere
- 2010 — Красота осла / La bellezza del somaro
- 2012 — Рождённый дважды / Venuto al mondo
- 2015 — Никто не спасётся в одиночку / Nessuno si salva da solo
- 2017 — Везучая / Fortunata

### Сценарные работы
- 1986 — Он кажется мёртвым... но он просто упал в обморок / Sembra morto... ma è solo svenuto (рассказ)
- 1999 — Бесплатное масло / Libero Burro
- 2004 — Не уходи / Non ti Muovere
- 2004 — Мегрэ: Западня / Maigret: La trappola
- 2004 — Мегрэ: Китайская тень / Maigret: L'ombra cines
- 2009 — 36 видов с пика Сен-Лу / 36 vues du Pic Saint Loup
- 2010 — Красота осла / La bellezza del somaro
- 2012 — Рождённый дважды / Venuto al mondo

### Продюсерские работы
- 2012 — Рождённый дважды / Venuto al mondo

## Личная жизнь
Серджо Кастеллитто женат на киноактрисе и писательнице Маргарет Мадзантини. Они воспитывают четверых детей.